# Jersey Open
Die Jersey Open sind die offenen internationalen Meisterschaften der Jersey Badminton Association im Badminton. Sie finden seit 1924 statt.

## Die Sieger
| Jahr      | Herreneinzel          | Dameneinzel             | Herrendoppel                         | Damendoppel                                  | Mixed                                         |
| --------- | --------------------- | ----------------------- | ------------------------------------ | -------------------------------------------- | --------------------------------------------- |
| 1924      | J. Osborne            | nicht ausgetragen       | nicht ausgetragen                    | nicht ausgetragen                            | H. F. Ereaut D. Falle                         |
| 1925      | A. Bashman            | G. Le Pelley            | F. de la Carey A. Bachmann           | G. Le Pelley N. White                        | F. de la Carey G. Le Pelley                   |
| 1926      | F. de la Carey        | B. Ashpitel             | F. de la Carey F. W. Mcrea           | D. Falle Fowler                              | H. F. Ereaut D. Falle                         |
| 1927      | F. de la Carey        | B. Ashpitel             | F. de la Carey F. W. Mcrea           | D. Falle Fowler                              | H. F. Ereaut B. Ashpital                      |
| 1928      | A. Ogier              | B. Ashpitel             | F. de la Carey A. Ogier              | B. Ashpital O. Ashpital                      | A. Ogier Nicolle                              |
| 1929      | O. J. N. Langlois     | B. Ashpitel             | F. de la Carey O. J. N. Langlois     | B. Randall Nicolle                           | O. J. N. Langlois Nicolle                     |
| 1930      | O. J. N. Langlois     | S. Le Maistre           | O. J. N. Langlois J. M. Randall      | B. Randall Nicolle                           | O. J. N. Langlois Nicolle                     |
| 1931      | nicht ausgetragen     | nicht ausgetragen       | C. Langlois J. M. Le Messurier       | R. Le Maistre S. Le Maistre                  | O. J. N. Langlois Nicolle                     |
| 1932      | nicht ausgetragen     | nicht ausgetragen       | C. Langton J. N. Padgett             | R. Le Maistre S. Le Maistre                  | F. E. Padgett R. Le Maistre                   |
| 1933      | F. E. Padgett         | Nicolle                 | C. Langton J. N. Padgett             | B. Ashpital D. Holmes                        | J. R. Arthur H. Amy                           |
| 1934      | O. J. N. Langlois     | B. Randall              | O. J. N. Langlois K. Mahy            | B. Randall Nicolle                           | O. J. N. Langlois B. Randall                  |
| 1935      | J. R. Arthur          | nicht ausgetragen       | F. E. Padgett F. Corbel              | R. Labey H. Amy                              | F. E. Padgett S. Le Maistre                   |
| 1936      | F. E. Padgett         | nicht ausgetragen       | F. E. Padgett F. Corbel              | B. Randall Nicolle                           | F. N. Carey B. Randall                        |
| 1937      | F. N. Carey           | B. Randall              | F. N. Carey G. Le Plek               | D. Holmes B. Randall                         | F. N. Carey B. Randall                        |
| 1938      | K. G. Livingstone     | R. Labey                | K. G. Livingstone F. Corbel          | R. Labey H. Amy                              | K. G. Livingstone R. Labey                    |
| 1939      | J. R. Arthur          | R. Labey                | J. R. Arthur A. G. Baker             | R. Labey H. Amy                              | F. Corbel R. Labey                            |
| 1940      | J. L. Dupre           | R. Labey                | J. R. Arthur K. Oldridge             | R. Labey H. Amy                              | J. R. Arthur H. Amy                           |
| 1941 1946 | nicht ausgetragen     | nicht ausgetragen       | nicht ausgetragen                    | nicht ausgetragen                            | nicht ausgetragen                             |
| 1947      | C. G. Bennett         | J. Durell               | R. L. Benest H. U. Benest            | J. Cassidy W. Huelin                         | C. G. Benett D. Dolmes                        |
| 1948      | C. G. Bennett         | P. Le Messurier         | R. L. Benest H. U. Benest            | R. Labey H. Amy                              | A. G. Baker W. Huelin                         |
| 1949      | John D. McColl        | B. Wakeham              | J. L. Duprey P. G. Crill             | J. Cassidy W. Huelin                         | A. G. Baker W. Huelin                         |
| 1950      | T. J. Blampied        | B. Wakeham              | T. J. Blampied L. Blampied           | J. Cassidy W. Huelin                         | L. Blampied M. Bird                           |
| 1951      | J. L. Dupre           | B. Gilbert              | J. L. Duprey P. G. Crill             | R. Labey Y. Briard                           | H. O. Dart E. Clift                           |
| 1952      | H. O. Dart            | M. Jenne                | E. R. Mason H. O. Dart               | R. Labey Y. Briard                           | E. R. Mason                                   |
| 1953      | D. F. Cristin         | E. A. Clift             | R. F. Carvenec R. F. de Faye         | R. Labey Y. Briard                           | H. O. Dart E. Clift                           |
| 1954      | A. J. Kemp            | Iris Cooley             | A. W. Horden A. Barron               | Iris Cooley V. Kingston                      | A. W. Horden Betty Grace                      |
| 1955      | D. Dickinson          | Betty Grace             | A. J. Kemp H. O. Dart                | Betty Grace J. Parr                          | A. J. Kemp A. Ayris                           |
| 1956      | D. Dickinson          | Betty Grace             | R. S. Lucas A. J. Kemp               | D. J. Hinchcliff V. Kingston                 | J. Greaves D. Reynolds                        |
| 1957      | A. Bouteloup          | Betty Grace             | R. F. Carvenec R. F. de Faye         | D. J. Hinchcliff V. Kingston                 | D. Christin Betty Grace                       |
| 1958      | K. Jones              | N. Jones                | B. Liliman K. Jones                  | D. J. Hinchcliff V. Kingston                 | K. Jones N. Jones                             |
| 1959      | A. Bouteloup          | M. Touzel               | B. Shaw A. Bouteloup                 | Betty Grace A. E. Ayris                      | D. Christin Betty Grace                       |
| 1960      | F. H. Dumbleton       | D. J. Hinchliff         | F. H. Dumbleton R. Major             | D. J. Hinchcliff V. Kingston                 | D. Christin Betty Grace                       |
| 1961      | R. Master             | N. Jones                | F. H. Dumbleton R. Major             | R. Perrot N. Jones                           | F. Dumbleton D. Hinchcliff                    |
| 1962      | P. Falle              | Sylvia Ripley           | A. Bouteloup R. Morin                | Betty Grace A. E. Ayris                      | F. Dumbleton D. Hinchcliff                    |
| 1963      | D. Gorin              | Inge Birgit Hansen      | D. Gorin P. Falle                    | Sylvia Ripley Ruth Page                      | D. Gorin J. Dodgson                           |
| 1964      | C. Campbell           | M. Belhomme             | D. Gorin P. Morin                    | Sylvia Ripley Ruth Page                      | K. Norman Sylvia Ripley                       |
| 1965      | Richard Purser        | Sue Pound               | Ray Sharp L. Steeden                 | Sue Pound Veronica Brock                     | Ray Sharp Sue Pound                           |
| 1966      | Ray Sharp             | Sue Pound               | Ray Sharp L. Steeden                 | Veronica Brock Sue Pound                     | Ray Sharp Sue Pound                           |
| 1967      | Ray Sharp             | J. Snell                | Ray Sharp L. Steeden                 | J. Snell J. Dodgson                          | David Hunt Marjory Russell                    |
| 1968      | Ray Sharp             | Alison Glenie           | M. Coley B. Shaw                     | Alison Glenie Marjory Russell                | B. Shaw M. Shaw                               |
| 1969      | T. R. Jones           | V. Miles                | M. Coley B. Shaw                     | Sidney Brock Marjory Russell                 | T. R. Jones J. M. Jones                       |
| 1970      | Ray Sharp             | Margaret Gardner        | R. Flood Ray Stevens                 | J. Purser Margaret Gardner                   | Ray Stevens Margaret Gardner                  |
| 1971      | Roy Niblett           | J. Shiels               | Roy Niblett E. Donnachie             | L. M. Veasey K. Clarke                       | Roy Niblett K. Clarke                         |
| 1972      | J. Tate               | J. Shiels               | J. Tate P. Ruthven                   | J. Shiels M. Belhome                         | P. Poles J. Shiels                            |
| 1973      | Peter Gardner         | A. Gardner              | J. Tate P. Ruthven                   | S. Guerden Sue Alfieri                       | Peter Gardner A. Gardner                      |
| 1974      | David Eddy            | Patricia Assinder       | P. Robinson Peter Gardner            | Patricia Assinder J. Coley                   | Pat Davis Betty Grace                         |
| 1975      | E. Lindback           | M. Brewer               | S. Jordan P. Robinson                | C. Carder J. Mair                            | P. Robinson M. Brewer                         |
| 1976      | P. Toler              | J. Mair                 | S. Jordan P. Robinson                | M. Ruthven C. Machent                        | D. Cheese J. Andrews                          |
| 1977      | Adrian Bell           | B. Jones                | S. Major R. Chong                    | M. Ruthven C. Machent                        | Peter H. Wood K. Freeman                      |
| 1978      | Ray Rofe              | J. Shiels               | Ray Sharp Ray Rofe                   | J. Shiels J. Harris                          | Ray Rofe J. Andrews                           |
| 1979      | Elo Hansen            | Joke van Beusekom       | Klaus Kaagaard Elo Hansen            | A. Johnston Christine Heatly                 | Tim Stokes Clair Abrams                       |
| 1980      | Ray Sharp             | L. Cox                  | Ray Rofe Ray Sharp                   | Clair Abrams S. Jones                        | Tim Stokes Clair Abrams                       |
| 1981      | Ray Sharp             | Sally Leadbeater        | Ray Sharp J. Peters                  | J. Shiels Linda Blake                        | Andrew Podger Sally Leadbeater                |
| 1982      | Peter Brogden         | Sue Whittaker           | Peter Brogden J. Whittaker           | K. Casey J. Andrews                          | Peter Brogden Sue Whittaker                   |
| 1983      | Peter Penneket        | Sally Podger            | P. Sloper Peter Penneket             | Sally Podger S. Tardiff                      | Andrew Podger Sally Podger                    |
| 1984      | Miles Johnson         | J. Edwards              | Michael Parker Nick Rivett           | J. Edwards D. Blair                          | Miles Johnson Betty Blair                     |
| 1985      | M. Haddon             | K. Lenton               | Steve Watson Ian Coombs-Goodfellow   | W. Hall Carol Harvey                         | P. Turner D. Wilmott                          |
| 1986      | N. Fraser             | B. Jones                | Steve Watson Ian Coombs-Goodfellow   | Jean Lawson Sally Adams                      | Steve Watson Jean Lawson                      |
| 1987      | Mark Elliott          | Betty Blair             | Nick Ponting Liam Mckenna            | Jean Lawson Sally Adams                      | G. Truman Betty Blair                         |
| 1988      | Peter Espersen        | Betty Blair             | Mark Elliot Steve Watson             | Betty Blair J. Le Cornu                      | John Elliott Betty Blair                      |
| 1989      | Steve Watson          | Sally Adams             | Steve Watson Ian Coombs-Goodfellow   | Jean Lawson Sally Adams                      | Steve Watson Jean Lawson                      |
| 1990      | Bo Sørensen           | Tanja Berg              | S. Søgaard Bo Sørensen               | Tanja Berg Lise Kissmeyer                    | Michael Søgaard Lise Kissmeyer                |
| 1991      | Ian Coombs-Goodfellow | Lyndsey Atkinson        | S. Clark G. Clark                    | Lyndsey Atkinson Fiona Donaldson             | Ian Coombs-Goodfellow L. Garwood              |
| 1992      | Ian Coombs-Goodfellow | Jean Lawson             | I. Sim John Austin                   | L. Everard S. Parsomson                      | I. Sim T. Quigley                             |
| 1993      | Marc J. Miller        | Lana Brogan             | C. Marquez S. Brown                  | D. Wilmott J. Andrews                        | Adam King C. Warley                           |
| 1994      | Adam King             | Elizabeth Cann          | S. Brown Michael Parker              | Danielle Le Feuvre A. Cann                   | C. Marquez D. Parker                          |
| 1995      | John Austin           | Nicola Jane Mcdermott   | John Austin Brian Lockie             | Ronnie Jubb Kerry Duffin                     | C. Marquez Nicola Jane Mcdermott              |
| 1996      | Matthew Shuker        | Danielle Le Feuvre      | C. Marquez Adam King                 | Danielle Le Feuvre Elizabeth Cann            | To. Godden Elizabeth Cann                     |
| 1997      | Mark Leadbeater       | Kerry Duffin            | C. Marquez Adam King                 | Sarah Le Moigne Sally Wood                   | Glenn MacFarlane Sally Wood                   |
| 1998      | Ian Sullivan          | Danielle Le Feuvre      | Ian Sullivan Neil Waterman           | Danielle Le Feuvre Elizabeth Cann            | Neil Waterman Danielle Le Feuvre              |
| 1999      | Nick Ponting          | Elizabeth Cann          | Nick Ponting Tim Willis              | Elizabeth Cann Karen Major                   | Nick Ponting Solenn Pasturel                  |
| 2000      | Mark Leadbeater       | Sarah Le Moigne         | Mark Trebble Tim Willis              | Sarah Le Moigne Kathy Stuart                 | Tim Willis J. Golbourne                       |
| 2001      | Mark Trebble          | Betty Blair             | Kevin Le Moigne Chris Dragun         | Karen Major Betty Blair                      | Tim Willis Betty Blair                        |
| 2002      | Rakesh Gupta          | Betty Blair             | Ian Coombs-Goodfellow Tim Willis     | Kerry Coombs-Goodfellow Mariana Agathangelou | Tim Willis Betty Blair                        |
| 2003      | James Allinson        | Betty Blair             | Tim Willis Dan Harris                | K. Toft A. Ross                              | Tim Willis Betty Blair                        |
| 2004      | Mark Constable        | Jo Dix                  | Mark Constable R. Wigely             | Jo Dix Sarah Burgess                         | Mark Constable Lucy Burns                     |
| 2005      | Mark Constable        | Mariana Agathangelou    | Mark Constable Chris Evans           | Mariana Agathangelou Kimberley Ashton        | Neil White Mariana Agathangelou               |
| 2006      | Mark Constable        | Rebecca Pantaney        | Mark Constable Christopher Cotillard | Betty Blair Rebecca Pantaney                 | Dan Harris Betty Blair                        |
| 2007      | Mark Constable        | Kimberley Ashton        | Mark Constable Christopher Cotillard | Kerry Coombs-Goodfellow Kimberley Ashton     | Mark Constable Lucy Burns                     |
| 2008      | Mark Constable        | Kerry Coombs-Goodfellow | Mark Constable Christopher Cotillard | Kelly Jackson Kathryn Gittins                | John Hepworth Kelly Jackson                   |
| 2009      | Mark Constable        | Kerry Coombs-Goodfellow | John Hepworth Robert Cooper          | Kerry Coombs-Goodfellow Lauren Allinson      | Christopher Cotillard Kerry Coombs-Goodfellow |
| 2011      | Mark Constable        | Moira Ashby             | John Hepworth Ewan Campbell          | Kerry Coombs-Goodfellow Moira Ashby          | Gavin Carter Kerry Coombs-Goodfellow          |
| 2013      | Mark Constable        | Kim Ashton              | Mark Constable Alexander Hutchings   | Kerry Coombs-Goodfellow Gayle Lloyd          | Mark Constable Kerry Coombs-Goodfellow        |
| 2014      | Ross Green            | Gayle Lloyd             | Harry Wilkinson Alexander Hutchings  | Kerry Coombs-Goodfellow Gayle Lloyd          | Stuart Hardy Gayle Lloyd                      |
| 2015      | Mark Constable        | Emily Temple-Redshaw    | Luke Le Tissier Jordan Trebert       | Kerry Coombs-Goodfellow Moira Ashby          | Mark Constable Kerry Coombs-Goodfellow        |
| 2017      | Alexander Hutchings   | Lisa Turner             | Scott Sankey Darren Adamson          | Rosemary Allen Lisa Turner                   | Jordan Trebert Elena Johnson                  |
| 2018 2024 | keine Daten           | keine Daten             | keine Daten                          | keine Daten                                  | keine Daten                                   |